# Безводовка (Самарская область)
Безво́довка — посёлок в Челно-Вершинском районе Самарской области, входит в состав сельского поселения Красный Строитель.

## География
Посёлок находится на расстоянии примерно 13 км (по прямой) к югу от села Челно-Вершины, административного центра района.

### Часовой пояс
Посёлок Безводовка, как и вся Самарская область, находится в часовой зоне МСК+1. Смещение применяемого времени относительно UTC составляет +4:00.

## История
В посёлке размещалась ферма № 3 совхоза «Красный Строитель».

## Население
| 2010 |
| ---- |
| 95   |

### Национальный состав
Согласно результатам переписи 2002 года, в национальной структуре населения русские составляли 90 % из 160 чел.